# Chasminodes pseudalbonitens
Chasminodes pseudalbonitens là một loài bướm đêm trong họ Noctuidae.